# Lobbach
Lobbach est une commune de Bade-Wurtemberg (Allemagne), située dans l'arrondissement de Rhin-Neckar, dans l'aire urbaine Rhin-Neckar, dans le district de Karlsruhe.
Elle a été constituée le 31 décembre 1974 par la fusion des deux anciennes communes de Lobenfeld et de Waldwimmersbach.